# 221省道 (上海市)
上海省道221，即东奉线，是上海市的一条省道。该路由东川公路、川南奉公路两段道路构成，西起奉贤区奉城镇南奉公路、新奉公路口接南奉公路，北讫浦东新区高桥镇申东路口，全场56.053千米（以西端桩号计），穿过了浦东新区、奉贤区两个区。